# Чемпионат СССР по бейсболу
Чемпионат СССР по бейсболу — соревнование мужских бейсбольных команд СССР. Проводился с 1989 по 1991 годы.

## История
13 августа 1987 года была образована Федерация бейсбола, софтбол и русской лапты СССР. Под её эгидой в с 6 июня по 18 сентября 1989 года был проведён первый чемпионат СССР по бейсболу, в котором приняли участие 24 команды, представлявшие 19 городов из 8 союзных республик. Чемпионат состоял из трёх групповых этапов и финалов. На первом этапе команды были разделены на 4 группы, в которых играли в один круг по туровой системе. По 3 команды вышли во 2-й этап, где образовали две группы и играли по такой же системе, что и на первом этапе. 8 команд (по 4 лучшие из групп 2-го этапа) образовали полуфинальную группу и провели однокруговой турнир в Москве. Две лучшие команды вышли в финал и разыграли первенство в серии до трёх побед одного из участников. Таким же образом бронзовые награды разыграли 3-я и 4-я команды полуфинального раунда. Победителем стала команда СКА-29 (Балашиха), победившая в финальной серии киевский «Бытовик» 3-1 (2:3, 19:3, 2:1, 13:3). 3-е место заняла команда МХТИ (Москва), обыгравшая в «бронзовой» серии одесский «Докер» 3-2 (14:3, 4:10, 5:4, 6:8, 13:8).
В 1990 году в чемпионате СССР принимали участие уже 26 команд, разделённые на два дивизиона — высшую и первую лигу. Первенство разыграли 14 команд высшей лиги. В 1991 количество команд-участниц составило также 26, но разделены они были уже на три дивизиона — к высшей и первой лигам добавилась вторая. В высшей и второй лигах играли по 8 команд, в первой — 10. Чемпионский титул в этих двух чемпионатах СССР выигрывала московская команда МХТИ/«Красные Дьяволы».  

## Призёры
| Год  | 1-е место                  | 2-е место        | 3-е место                         |
| ---- | -------------------------- | ---------------- | --------------------------------- |
| 1989 | СКА-29 (Балашиха)          | «Бытовик» (Киев) | МХТИ (Москва)                     |
| 1990 | МХТИ (Москва)              | СКА (Балашиха)   | «Фотон» (Симферополь)             |
| 1991 | «Красные Дьяволы» (Москва) | АПФ (Тирасполь)  | «Уссурийские Тигры» (Владивосток) |